# Maria Golitsyna
Maria Golitsyna, född 1834, död 1910, var en rysk furstinna och hovfunktionär. Hon var hovdam hos Rysslands tsaritsa Alexandra av Hessen. Hon var Ober-Hofmeisterin (överhovmästarinna) från 1894 till 1910. Hon beskrivs som konservativ, autokratisk och imposant.[källa behövs] Hon efterträddes av Jelizaveta Narysjkina.